# HC Traktor Tsjeljabinsk
HC Traktor Tsjeljabinsk (Russisch: Хоккейный клуб Трактор Челя́бинск), is een Russische ijshockeyclub die speelt in de Kontinental Hockey League (KHL). De ploeg werd opgericht in 1947. Traktor speelt zijn thuiswedstrijden in het IJsarena Traktor in Tsjeljabinsk.

## Voormalige clubnamen
- Dzerzjinets Tsjeljabinsk (1948–1953)
- Avangard Tsjeljabinsk (1954–1958)
- Traktor Tsjeljabinsk (1958–heden)

## Erelijst
Sovjetkampioenschappen:
- Derde: 1977

Sovjet Cup:
- Runner-up: 1973

Vysshaya Liga (1): 2006
Kontinental Hockey League
- Gagarin Cup:
  - Runner-up: 2013
- Continental Cup (1): 2012

Spengler Cup:
- Runner-up: 1973